# ارنست سیمل
ارنست سیمل (به انگلیسی: Ernst Simmel) (۴ آوریل ۱۸۸۲ – ۱۱ نوامبر ۱۹۴۷) عصب‌شناس و روان‌کاو آلمانی-آمریکایی بود. سیمل در هنگام جنگ جهانی اول مدیر یک بیمارستان مربوط آسیب‌های روانی جنگ بود و تحقیقات پیشرویی در زمینه روان‌کاوری مبتلایان به روان‌نژندی در اثر جنگ انجام داد. تحقیقات او بعداً مورد توجه زیگموند فروید قرار گرفت و او کتاب روان‌شناسی گروه و تحلیل من را در سال ۱۹۲۱ برپایه این تحقیقات نوشت. سیمل در سال ۱۹۲۷ یک کلینیک بیماری‌های روانی در تگل تاسیس کرد که در سال ۱۹۳۱ به دلیل مشکلات مالی تعطیل شد. او در سال ۱۹۳۴ با توجه به قدرت گرفتن آدولف هیتلر، به ایالات متحده آمریکا مهاجرت کرد و باقی عمر خود را در آن کشور سپری کرد.